# 마라 공과대학교
마라 공과대학교(Universiti Teknologi MARA, UiTM, Universiti Teknologi MARA)는 말레이시아 슬랑오르주 샤알람에 위치한 공립 대학이다. 1956년에 'RIDA (Rural & Industrial Development Authority) Training Centre'(Dewan Latihan RIDA)라는 교명으로 설립되었으며 약 50명의 학생과 함께 개교하였다.
1개의 메인 캠퍼스와 34개의 위성 캠퍼스가 있다.